# Иосиф Рутский
Ио́сиф Ру́тский (в миру — Иван Феликсович Вельяминов; 1574 — 5 февраля 1637) — третий униатский Митрополит Киевский, Галицкий и всея Руси. Один из самых успешных идеологов унии церквей в Речи Посполитой.

## Биография

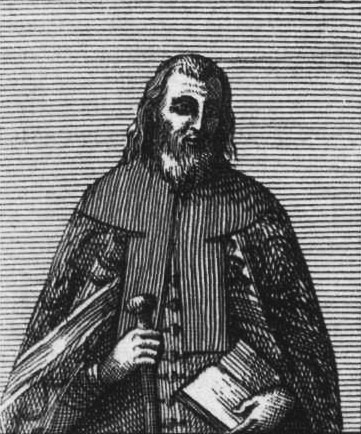
Иосиф Рутский

Родился в родовом имении Рута, недалеко от Новогрудка в семье московского боярина Феликса Вельяминова, представителя древнего рода Вельяминовых, известного со времён Ярослава Мудрого. Феликс Вельяминов бежал в Литву от Ивана Грозного. Отец Ивана — Феликс Вельяминов — был православным. Мать — Богумила Корсак — принадлежала кальвинистской вере. Иван Вельяминов-Рутский был крещён по православному обряду, однако в юношестве увлёкся протестантскими идеями и перешёл в кальвинизм. Образование получил в Праге, где под влиянием иезуитов перешёл из кальвинизма в католицизм. Изучал философию в Вюрцбурге, где вновь заинтересовался православием и византийской культурой. В 1607 постригся в монахи в монастыре в Вильне, а в 1608 стал уже настоятелем Виленского монастыря. Там он познакомился с Иосафатом Кунцевичем.
8 августа 1613 года умер Ипатий Поцей, и Иосиф Рутский с разрешения короля Сигизмунда III Вазы стал третьим униатским митрополитом Киевским, Галицким и всея Руси, получив при этом в собственность новые поместья и земли, прежде всего те, что когда-то принадлежали его предшественникам на митрополичьей кафедре — Михаилу Рогозе и Ипатию Поцею, а также имения в Новогрудке и Прилепичах.
В 1614 получил папскую буллу от Павла V в подтверждение об избрании его митрополитом. В 1615 году отправился в Рим и испросил у папы Павла V 22 стипендии для украинских и белорусских монахов в греческой коллеґии святого Афанасия в Риме и других папских семинариях (Брунсберг, Прага и другие). В 1615 году Рутский получил от папы Павла V послание «Piis et eleratis», которое предоставляло униатским школам такие же права, которые имели школы иезуитские. На основе этой привилегии, он организовал при монастырях школы низшей ступени, основал третью теологическую школу (Минск, 1615). Уравнивание униатских школ с иезуитскими позволило предотвратить полонизацию молодёжи, стремящейся к образованию. Рутский добивался, чтобы выпускники богословской школы имели возможность продолжать учёбу в папских коллегиях.
В 1626 году, на кобринской базилианской конгрегации провел постановление об открытии особой семинарии для образования униатского духовенства.
В 1635 году Иосиф выхлопотал королевскую грамоту, по которой одни базилиане могли занимать всякие иерархические должности в униатской церкви.
Умер 5 февраля 1637 года в Дерманском монастыре на Волыни. Похоронен в Вильне, где его останки вскоре стали предметом почитания местных униатов. В 1655 году после взятия города московскими войсками, тело было перевезено в неизвестном направлении.
В 1937 году начался процесс беатификации Иосифа Рутского.